# Островенка (приток Пагубы)
Островенка (в верховьях — Керенка) — река в России, протекает по Лужскому району Ленинградской области и Плюсскому району Псковской области. Устье реки находится в 14 км от устья Пагубы по правому берегу, в 700 м к востоку от деревни Толошницы Плюсской волости. Длина реки составляет 4,3 км.
В 2,5 км от устья, по левому берегу реки впадает река Белица.

## Данные водного реестра
По данным государственного водного реестра России относится к Балтийскому бассейновому округу, водохозяйственный участок реки — Нарва. Относится к речному бассейну реки Нарва (российская часть бассейна).
Код объекта в государственном водном реестре — 01030000412102000026888.